# 73P/Schwassmann-Wachmann
Pour les articles homonymes, voir Comète Schwassmann-Wachmann, Schwassmann et Wachmann.
73P/Schwassmann-Wachmann, également désignée Schwassmann-Wachmann 3, est une comète périodique du système solaire.
Elle a été découverte le 2 mai 1930 par Arnold Schwassmann et Arno Arthur Wachmann, et possède une période orbitale d'environ 5,3 ans, ce qui l'amène à passer au plus près de la Terre tous les 16 ans environ.
À l'origine 73P avait un diamètre estimé de 1 100 mètres, mais elle a commencé à se désintégrer en 1995, cinq gros fragments ayant été observés à cette époque, désignés 73P-A, B, C, D et E. En mars 2006, on en observe huit fragments : B, C, G, H, J, L, M et N. Ces fragments devraient à l'avenir continuer à se désintégrer, suffisamment pour ne plus être observables, auquel cas sa désignation changera de 73P en 73D.
Les fragments restants sont passés près de la Terre entre la fin du mois d'avril et le début du mois de mai 2006 (au plus près le 12 mai à une distance de 11,9 millions de kilomètres environ). Du point de vue astronomique, il s'agit d'un croisement plutôt proche (0,08 ua) bien qu'il n'y ait aucun risque de collision. Lorsque la comète est passée à une distance équivalente en 1930, elle a généré une pluie d'étoiles filantes très intense avec un pic de 100 météores par minute. Toutefois, de récentes analyses semblent indiquer qu'un tel évènement n'a que peu de chance de se reproduire dans les mêmes proportions.
En 2022, les fragments de la comète devraient passer plus près encore de la Terre qu'en 2006. Leur trajectoire à cette date n'est cependant pas connue avec précision, de nombreux astronomes observant les fragments en 2006 pour tenter d'établir avec précision l'évolution de leurs trajectoires futures.
La comète 73P aurait dû être visitée par la sonde spatiale CONTOUR le 18 juin 2006, mais cette dernière a cessé de fonctionner le 15 août 2003.
En mars 2024, 74 fragments sont connus.